# Pentano
Pentano es un hidrocarburo saturado o alcano con fórmula química C5H12.
A diferencia de los 4 primeros alcanos, que son gaseosos, el pentano se encuentra en forma líquida a temperatura ambiente.
La palabra pentano también puede referirse a sus isómeros estructurales, o a una mezcla de ellos. En la nomenclatura de la IUPAC, sin embargo, pentano es el nombre exclusivo del n-pentano; los otros dos isómeros de cadena reciben los nombres de metilbutano y dimetilpropano
| Nombre tradicional     | pentano normal n-pentano pentano lineal n-pentano | isopentano i-pentano | neopentano     |
| Nombre IUPAC           | pentano                                           | metilbutano          | dimetilpropano |
| Diagrama molecular     |                                                   |                      |                |
| Diagrama del esqueleto |                                                   |                      |                |

Los pentanos son componentes de algunos combustibles y se emplean como disolvente de laboratorio.  Sus propiedades son muy similares a las de los butanos y hexanos.

## Usos industriales
El n-pentano es uno de los agentes espumantes primarios que se usan en la producción de espuma de poliestireno.
Debido a su bajo punto de ebullición, bajo coste, y relativa seguridad, el pentano se usa como medio de trabajo en las centrales de energía geotérmica.

## Usos en laboratorio
Los pentanos son relativamente baratos y son los alcanos, líquidos a temperatura ambiente, más volátiles, por lo que se usan en laboratorio como disolventes que se evaporan con facilidad. Sin embargo, debido a su falta de polaridad y ausencias de grupos funcionales, solo pueden disolver sustancias no-polares y compuestos ricos en grupos alquilo.
Los pentanos son miscibles con la mayoría de los disolventes no-polares como  clorocarbonos, derivados aromáticos y étc. También se usan con frecuencia en cromatografía en fase líquida.

## Propiedades físicas
| Isómero    | Temp de Fusión (°C) | Temp. de ebullición (°C) | Densidad (g/l) |
| n-pentano  | -129.8              | 36.1                     | 621            |
| isopentano | -159.9              | 27.9                     | 616            |
| neopentano | -16.6               | 9.5                      | 586            |

Los puntos de ebullición de los isómeros del pentano están en el rango de 9 a 36 °C.  Igual que ocurre con otros alcanos, los isómeros más ramificados tienden a tener menores puntos de ebullición. 
Por otra parte, el punto de fusión del isopentano es sólo 30 °C inferior que el de n-pentano, pero el de neopentano es más de 100 °C superior al de isopentano. La anomalía se ha atribuido al mejor empaquetamiento en el estado sólido que se asume como posible para la molécula tetraédrica de neopentano. También se debe considerar, por igual motivo, que neopentano tiene una menor densidad que los otros dos isómeros.
Los isómeros ramificados son más estables 
tienen menor calor de formación y calor de combustión que el
pentano normal. La diferencia es de 1.8 kcal/mol para isopentano, y 5 kcal/mol para neopentano.
La rotación sobre el eje del enlace químico simple  C-C del n-pentane produce cuatro diferentes isómeros conformacionales.

## Reacciones
Todos los isómeros de pentano arden con oxígeno para formar dióxido de carbono y vapor de agua:
C5H12 + 8 O2 → 5 CO2 + 6 H2O
Como otros hidrocarburos,  los pentanos sufren reacciones de sustitución con halógenos, (por ejemplo cloración) por el mecanismo de radicales libres.
C5H12 + Cl2  →  C5H11Cl  +  HCl
Tales reacciones no son selectivas; con n-pentano, el resultado es una mezcla de 1-cloropentano, 2-cloropentano, y 3-cloropentano, así como otros derivados clorados más sustituidos. 
A pesar de que el n-butano es la materia prima convencional para la producción de anhídrido maleico, n-pentano es también usado como substrato para su fabricación:
CH3CH2CH2CH2CH3  +  5 O2  →  C2H2(CO)2O  +  5 H2O  +  CO2